# ناو کلاس پرل
کروزر کلاس پیرل (به انگلیسی: Pearl-class cruiser) یک کلاس از کشتی است که طول آن ۲۷۸ فوت (۸۴٫۷ متر) می‌باشد.